# Svařovaný článkový řetěz
Svařovaný článkový řetěz je řetěz, jehož oka jsou spojena elektrickým svařováním (podle průměru materiálu stlačovacím stykovým svařováním nebo odporovým stlačováním natupo).

## Výroba
Svařované článkové řetězy se vyrábějí na elektrických odporových svářecích strojích stykově buď bez odtavení nebo s odtavením. Vstupním materiálem je tažený drát nebo tyče pro řetězy od průměru 2 až 60 mm. Drát se před svařováním žíhá. Dle druhů a požadavků norem jsou svařené řetězy tepelně zpracovány (cementování, kalení, popouštění) a následně povrchově upravovány (galvanické zinkování, žárové zinkování, barvení).

## Základní rozdělení

### Nezkoušené řetězy
Mají mnoho účelů využití bez požadavku na atest - zdvihání, vázání, napínání, vlečení, kotvení, vymezování prostoru atd. Uplatní se v lesnictví, strojírenství, stavebnictví a zemědělství.

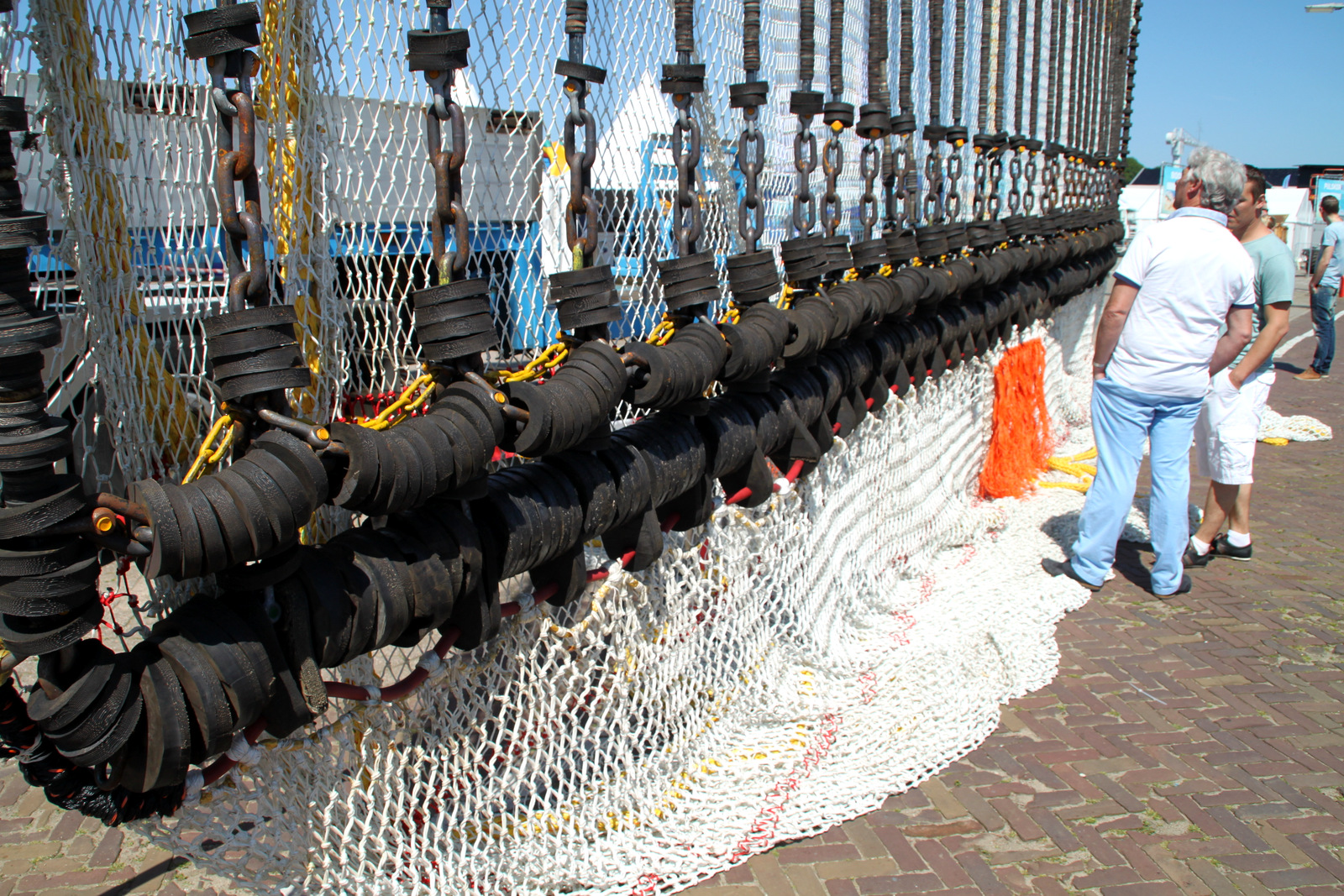
článkový řetěz použitý jako zátěž sítě

### Zkoušené řetězy
Zkoušené řetězy jsou řetězy s garantovanými mechanickými vlastnostmi zajištěnými volbou vhodného materiálu, tepelným zpracováním a zkoušením v celé délce předepsanou zkušební silou.
- nekalibrované - mají větší rozměrové tolerance s užitím jako součást vázacích řetězů (pouze kratkočlánkové řetězy), nebo jako součást upevňovacích a kotvících řetězů.
- kalibrované - s přesnou roztečí článku, určené pro pohon strojních zařízení a průchod ozubenými koly (kladkostroje, dopravníky).

## Rozdělení dle druhu

### Rybářské řetězy
Využívají se u vlečných sítí při rybolovu a nebo na rybích farmách. Vyrábí se v několika pevnostních třídách s požadovanou povrchovou úpravou (žárově zinkované, barvené nebo přirozeně černé).

### Důlní řetězy
Článkové vysokopevnostní řetězy jsou řetězy se speciálními vlastnostmi a jsou určeny pro dobývací zařízení a dopravníky v hornictví. Vyrábí se v několika pevnostních třídách.

### Řetězy pro dopravníky
Článkové řetězy cementované pro dopravníky jsou řetězy se speciálními vlastnostmi (povrchová vrstva odolná proti otěru, houževnaté jádro článku) a jsou určeny pro korečkové dopravníky a dopravní zařízení v různých odvětvích průmyslu a zemědělství.